# Yogane Corréa
Pas d'image ? Cliquez ici

a Compétitions nationales et continentales officielles uniquement.

b Matchs officiels uniquement.
Dernière mise à jour le 29 décembre 2014.
Yogane Corréa, né le 26 octobre 1974, est un ancien joueur de rugby à XV franco-sénégalais. Il évoluait au poste de deuxième ligne  au sein de l'effectif du Sporting club albigeois et de l'équipe du Sénégal de rugby à XV. Pour la saison 2015-2016, il rejoint son ancien coéquipier du SC Albi, Sébastien Pagès au sein du club de Lisle-sur-Tarn (81).